# Philippe de La Hire

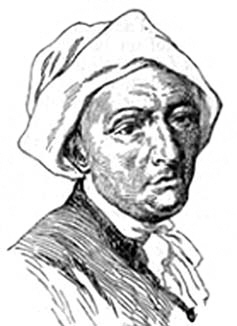
Portret, vóór 1720

Philippe de La Hire (Parijs, 18 maart 1640 – 21 april 1718) was een Frans wiskundige en astronoom.

## Biografie
Hij was de zoon van Laurent de La Hire, een hooggeplaatst kunstenaar. In 1660 verhuisde hij naar Rome om kunstschilder te worden. Na zijn terugkeer naar Parijs begon hij aan wetenschappelijke studies en toonde een grote handigheid in wiskunde.
Hij werd onderwezen door de Franse theoloog, wiskundige en natuurkundige Honoré Fabri en werd lid van een groep rond Fabri waarin ook Giovanni Domenico Cassini, Claude Francois Milliet Deschales, Christiaan Huygens, zijn broer Constantijn Huygens jr., Gottfried Leibniz, René Descartes en Marin Mersenne vertoefden.
Hij werd lid van de Académie des Sciences in 1678 en werd actief als astronoom door het becijferen van de banen van de zon, maan en de planeten.
Van 1679 tot 1682 deed hij verschillende observaties en berekeningen aan de Franse kust. In 1683 kreeg hij een leerstoel wiskunde in het Collège de France en vanaf 1687 doceerde hij aan de Académie d'architecture.
Hij schreef meerde artikels over grafische technieken (1673), kegelsnedes (1685), epicycloïdes (1694), roulettes (1702) en over conchoïden (1708). Hij vertaalde het werk van Manuel Moschopulus over magische vierkanten en maakte ook astronomische tabellen (1702). Hij breidde zijn werkveld uit naar de optica en de beschrijvende zoölogie. Met anatoom Joseph-Guichard Duverney maakte hij een studie van de vissen aan de Bretonse kust.
Ook twee van zijn zonen lieten zich opvallen op wetenschappelijk vlak: de wiskundige Gabriel-Philippe de La Hire (1677–1719) en de botanicus Jean-Nicolas de La Hire (1685–1727).
De maanberg Mons La Hire werd naar hem vernoemd.

## Noemenswaardige realisaties

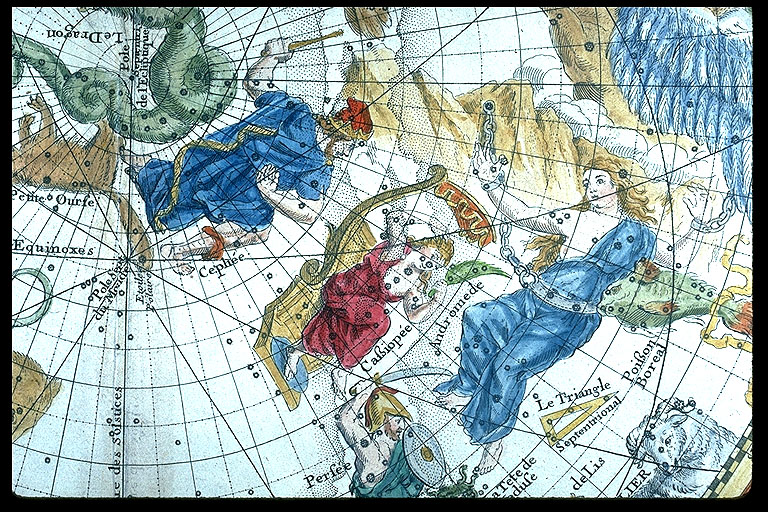
Andromeda en Cassiopeia, detail van Planisphère céléste (1705)

- Nouvelle Méthode en Géométrie pour les sections des superficies coniques et cylindriques (1673)
- Nouveaux Éléments des Sections Coniques: Les Lieux Géométriques: Les Constructions ou Effections des équations (1679)
- La Gnomonique ou l'Art de faire des Cadrans au Soleil (1682)
- Sectiones conicæ in novem libros distributæ (1685)
- Tables du soleil et de la lune (1687)
- École des arpenteurs (1689)
- Traité de mecanique : ou l'on explique tout ce qui est nécessaire dans la pratique des arts, & les propriétés des corps pesants lesquelles ont un plus grand usage dans la physique (1695)
- Tabulæ Astronomicæ (1702)
- Planisphère céléste (1705)
- Mémoire sur les conchoïdes (1708)